# Caroline Herschel
Carline Lucretia Herschel (1750-1848) là nhà thiên văn học người Đức. Bà là em gái của William Herschel. Bà là một trong những nhà thiên văn học nữ đầu tiên. Lúc đầu, bà chỉ ghi lại các quan sát của anh bà, nhưng sau đó bà gây dựng được sự nghiệp riêng cho mình. Bà phát hiện ra ngôi sao chổi đầu tiên trong đời mình vào năm 1786. Bà trở thành người phụ nữ mới nhất tìm ra sao chổi trước khi Maria Mitchell trở thành người phụ nữ tiếp theo làm được như thế. Đồng thời, Caroline Herschel còn quan sát thiên hà Messier 110 vào ngày 27 tháng 8 năm 1783 và anh trai William nhắc đến phát hiện này vào năm 1785. Hội Thiên văn Hoàng gia đã trao bà huy chương vàng vào năm 1828. Tên của bà còn được dùng để đặt cho tiểu hành tinh 281 Lucretia.

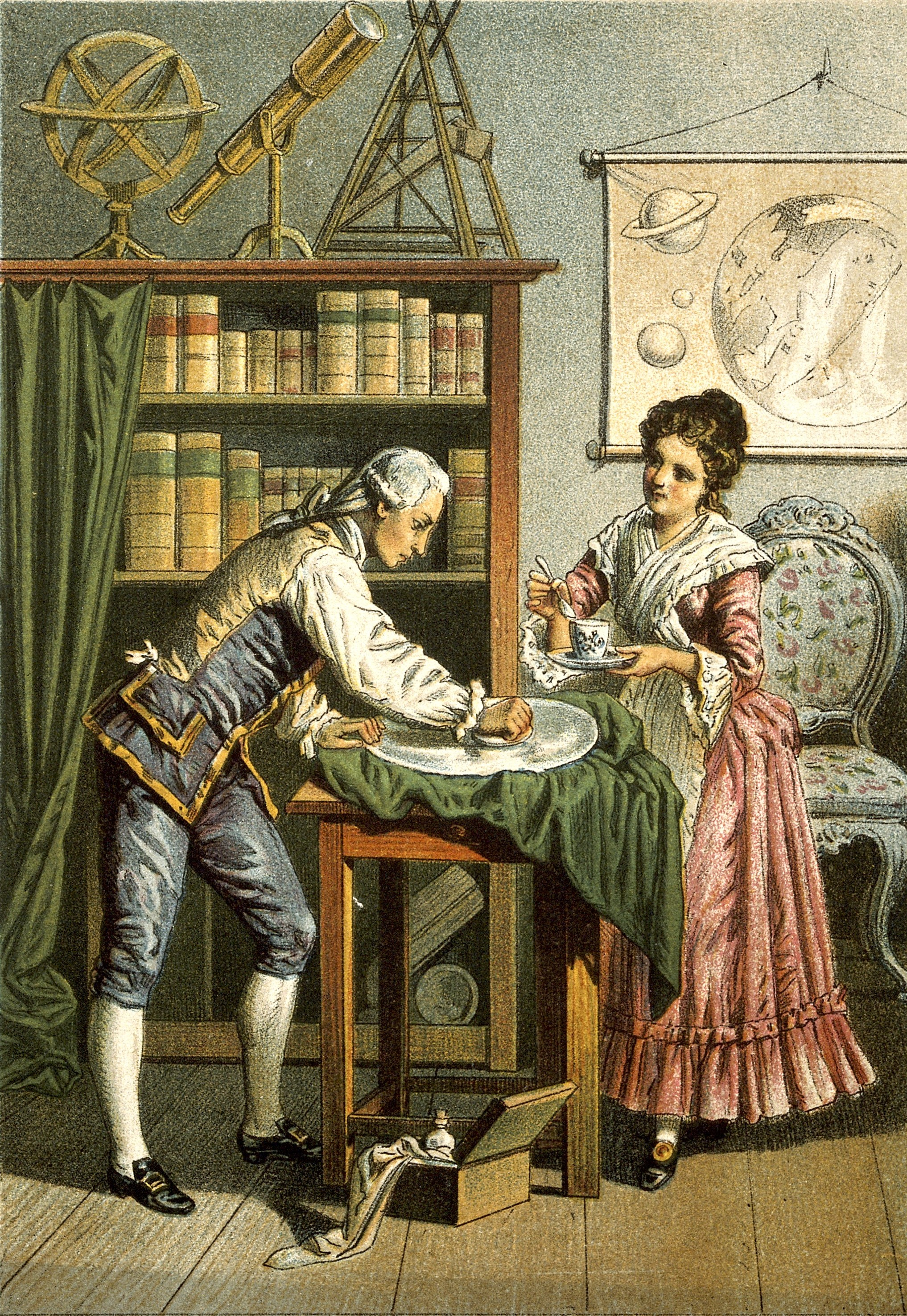
Anh em nhà Herschel, anh trai William và em gái Caroline